# Vivian Hsu
Vivian Hsu (Taichung, 19 marzo 1975) è una cantante, attrice e modella taiwanese.
È un'artista molto famosa in Asia orientale e particolarmente in Giappone.
Ha pubblicato tre album e decine di singoli. Come modella ha lavorato anche in Italia, dove ha realizzato Angel, un fotobook del 1995 (ISBN 4-08-780190-X) ambientato in Sicilia e a Capri.

## Filmografia parziale

### Cinema
- Shaolin Popey (Xiao lin xiao zi), regia di Kevin Chu (1994)
- Hunting List (Tao se zhui ji ling), regia di Yen-Ping Chu (1994)
- Angel Heart (Chi luo tian shi), regia di Yen-Ping Chu (1995)
- Devil Angel (Mo gui tian shi), regia di Li Fu (1995)
- Dragon in Shaolin (Long zai Shaolin), regia di Sai Hung Fung (1996)
- Adventurous Treasure Island (Huang jin dao li xian ji), regia di Sau Hin Ha e Herman Yau (1996)
- L-O-V-E... Love (Chao ji wu di zhui nu zai), regia di Matt Chow (1997)
- Shoot, My Darlin' (Koroshiya & usotsuki musume), regia di Hitoshi Ozawa (1997)
- We're No Bad Guys (Ai shang 100% ying xiong), regia di Jing Wong (1997)
- Your Place or Mine! (Mui tin oi nei 8 siu si), regia di James Yuen (1998)
- Heavenly Legend (Tian ting wai zhuan), regia di Chi-Hwa Chen (1999)
- Chivalrous Legend (Xia dao zheng chuan), regia di Yang-Ming Tsai (1999)
- Spia per caso (Te wu mi cheng), regia di Teddy Chan (2001)
- The Shoe Fairy (Ren yu duo duo), regia di Yun-Chan Lee (2005)
- The Knot (Yun shui yao), regia di Li Yin (2006)
- Valzer finale per un killer (One Last Dance), regia di Max Makowski (2007)
- If You Are the One (Fei cheng wu rao), regia di Feng Xiaogang (2008)
- The Star and the Sea (Xinghai), regia di Qiankuan Li e Guiyun Xiao (2009)
- Hot Summer Days (Chuen sing yit luen - yit lat lat), regia di Tony Chan e Wing Shya (2010)
- Fire of Conscience, regia di Dante Lam (2010)
- Dancing Without You, regia di Yun-Chan Lee (2010)
- Saideke Balai, regia di Wei Te-Sheng (2011)
- The Sorcerer and the White Snake (Bai she chuan shuo), regia di Siu-Tung Ching (2011)
- Sleepless Fashion (Yu shi shang tong ju), regia di Lichuan Yin (2011)
- Perfect Two (Xin tian sheng yi dui), regia di Yen-Ping Chu (2012)
- Machi Action, regia di Jeff Chang (2013)
- Saving Mother Robot (Ma de 2 hao), regia di Chia-Lin Chu (2013)
- Rhythm of the Rain (Ting jian xia yu de sheng yin), regia di Vincent Fang (2013)
- A Chilling Cosplay, regia di Wang Guangli (2013)
- Lock Me Up, Tie Him Down (Wan mei jia qi 168), regia di Jeffrey Lau (2014)
- (Sex) Appeal (Han chan xiao ying), regia di Wang Wei-ming (2014)
- The Tag-Along: The Devil Fish (Ren mian yu: Hong yi xiao nu hai waizhuan), regia di David Chuang (2018)
- The Confidence Man JP: Princess, regia di Ryô Tanaka (2020)
- Little Big Women (Gu Wei), regia di Joseph Hsu (2020)
- Mama Boy, regia di Arvin Chen (2022)

### Televisione
- The Files of Young Kindaichi -Lost in Kowloon- (Kindaichi shônen no jikenbo: Hong Kong Kowloon zaihô satsujin jiken), regia di Hisashi Kimura - film TV (2013)
- Light the Night - serie televisiva (2021-)